# Sant'Andrea (Ribera Prado 1631)
Sant'Andrea è un dipinto a olio su tela di Jusepe de Ribera realizzato circa nel 1631 e conservato nel Museo del Prado di Madrid in Spagna.

## Storia

### Provenienza
Il dipinto proviene dalla collezione reale della Casita del Príncipe del Monastero dell'Escorial (1700-1837).
Marià Fortuny i Marsal ha realizzato una copia parziale di quest'opera che si trova anche al Prado dopo essere stata acquisita nel 2014

## Descrizione e stile
Raffigura l'apostolo Andrea che abbraccia la croce a forma di X del suo martirio. In mano porta un amo con un pesce, a ricordare la sua professione di pescatore. Il volto e il torso nudo del santo sono fortemente illuminati.
È un esempio del tenebrismo dei primi giorni di José de Ribera, con marcati contrasti tra le zone illuminate e quelle buie.
Questo dipinto presenta una figura isolata, Andrea Apostolo. La luce cade da sinistra, violenta. La figura è rappresentata con grande iperrealismo. Per questo tipo di pittura, Ribera copiava modelli dal vero, come gli stessi pescatori di Napoli.